# Naissance en 2008
Naissance
- 2004
- 2005
- 2006
- 2007
- 2008
- 2009
- 2010
- 2011
- 2012

Les naissances en 2008 concernent les personnalités nées entre le 1er janvier et le 31 décembre 2008.

## Janvier
- 3 janvier : Raegan Revord, actrice américaine.
- 5 janvier : Paul Eymard, footballeur français.
- 16 janvier : Leon Jakirović, footballeur croate.
- 17 janvier : Notti Osama, Rappeur américain († 9 juillet 2022)
- 24 janvier :
  - Kong Yaqi, nageuse chinoise.
  - Ibrahim Mbaye, footballeur français.
- 26 janvier : Filip Öhman, footballeur suédois.

## Février
- 25 février : Denner, footballeur brésilien.
- 26 février : Diana Stognushenko, pianiste ukrainienne.
- 29 février : Thomas Campaniello, footballeur italien.

## Mars
- 10 mars : Francesco Camarda, footballeur italien.
- 14 mars : Abby Ryder Fortson, actrice américaine.
- 23 mars : Zé Lucas, footballeur brésilien.

## Avril
- 8 avril : Sanah Camara, footballeur français.
- 16 avril : Éléonore de Belgique, membre de la famille royale belge.
- 26 avril : Kayke Ayrton, footballeur brésilien.

## Juin
- 7 juin : Amara Diouf, footballeur sénégalais.

## Juillet
- 7 juillet : Sky Brown, skateuse professionnelle britannique.
- 15 juillet : Iain Armitage, acteur américain.
- 23 juillet : Ruan Pablo, footballeur brésilien.

## Août
- 1er août : Lucas Batbedat, footballeur français.
- 12 août : Kauã Prates, footballeur brésilien.
- 18 août : Gordeï Kolessov, joueur d'échecs.
- 29 août, Felipe Morais, footballeur brésilien.
- 30 août, Djylian N'Guessan, footballeur français.

## Octobre
- 20 octobre : Angelo Candido, footballeur brésilien.

## Novembre
- 2 novembre :  Zahra Rahimi, para-taekwondoïste iranienne.

## Décembre
- 2 décembre : Marie N'Goussou, athlète handisport française.